# Єлімай (футбольний клуб, 2022)
«Єлімай» (каз. Елімай) — казахський професійний футбольний клуб з міста Семей, який грає у Прем'єр-лізі Казахстану. Клуб проводить домашні матчі на стадіоні «Спартак». Клуб був заснований у 2022 році, та названий тим іменем, під яким розформований у 2016 році футбольний клуб «Спартак» із Семея став трикратним чемпіоном Казахстану в 1990-их роках. У першому ж сезоні «Єлімай» став переможцем Першої ліги Казахстану, та вийшов до найвищого дивізіону казахського футболу.

## Історія
3 травня 2022 року указом президенту Казахстану Касим-Жомарта Токаєва повідомлено про створення Абайської області з центром у місті Семей. Після цього вболівальники та громадські діячі Семея підняли питання про відродження футбольного клубу. У липні ініціативною групою було створено громадський фонд "Футбольний клуб «Єлімай», засновниками якого виступили вихованець семейського футболу Самат Смаков і депутат масліхату Абайської області Серік Байгалієв, а в серпні пройшла презентація фонду за участю акіма області Нурлана Уранхаєва. У грудні 2022 року на зустрічі з уболівальниками в Семеї один із співзасновників Серік Байгалієв заявив про те, що новостворений «Єлімай» не є правонаступником старої команди, а створений як нова юридична особа.
26 жовтня 2022 року згідно рішення комітету Казахстанської федерації футболу «Єлімай» був допущений до етапу ліцензування для участі в першості Казахстану серед команд першої ліги на сезон 2023 року. Паралельно з основною командою, молодіжна команда «Єлімая» була заявлена у другу лігу на сезон 2023 року.
17 березня 2023 року «Єлімай» провів у місті Шимкент свій перший офіційний матч з моменту створення. Клуб програв «Женісу» з Астани з рахунком 0-1 у рамках попереднього етапу Кубка Казахстану 2023 року. Дебютний сезон у першій лізі команда завершила без поразок (24 перемоги і 4 нічиї). 20 жовтня після перемоги над клубом «Арис» з рахунком 3-0 «Єлімай» достроково (за 2 тури до завершення) став переможцем першої ліги Казахстану, та вийшов до найвищого дивізіону казахського футболу.